# Puchar Polski w piłce siatkowej mężczyzn (1981/1982)
Puchar Polski w piłce siatkowej mężczyzn 1981/1982 – 25. sezon rozgrywek o siatkarski Puchar Polski, rozgrywany od 1932 roku.

## Klasyfikacja końcowa
| Miejsce | Drużyna          |
| ------- | ---------------- |
| 1.      | AZS Olsztyn      |
| 2.      | Legia Warszawa   |
| 3.      | Płomień Milowice |
| 4.      | Resursa Łódź     |